# Swami Ramakrishnananda

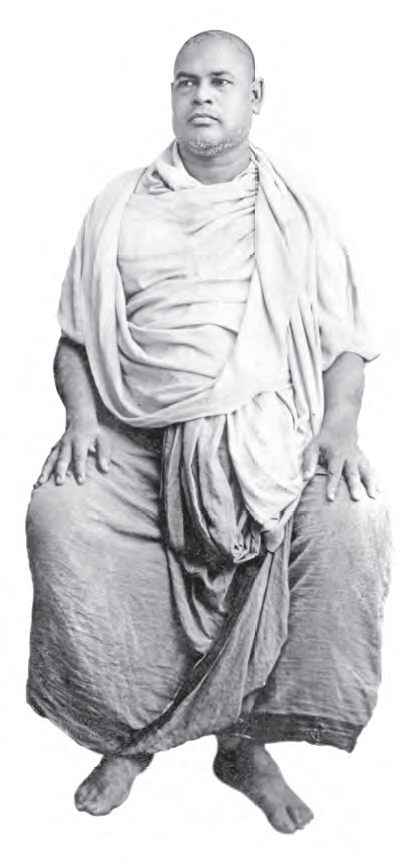
swami Ramakrishnananda (ca 1900)

Swami Ramakrishnananda (Ishapur, 13 juli 1863 – Calcutta, 21 augustus 1911) was een rechtstreekse discipel van swami Ramakrishna. Ramakrishnananda werd geboren als Shashi Bhushan Chakravarty in Oost-Bengalen. Na zijn lager onderwijs in de dorpsschool trok hij in bij zijn neef Sharat, later gekend als swami Saradananda, voor verdere opleiding. Hij wilde wiskunde studeren, maar zijn spirituele roeping kreeg de bovenhand. Ze werden beiden lid van de Brahmo Samaj en werden uiteindelijk persoonlijke discipelen van swami Ramakrishna.

## Publicaties
- God and Divine Incarnations
- Life of Sri Ramanuja
- The Message of Eternal Wisdom
- Sri Ramakrishna and his Mission
- Path to Perfection

- Gemeinsame Normdatei: 141076585
- International Standard Name Identifier: 0000 0000 8194 5516
- Library of Congress Control Number: n50072343
- Nederlandse Thesaurus van Auteursnamen: 072215402
- Trove: 953636
- Virtual International Authority File: 3720710